# János Borbándi
János Borbándi (* 26. Mai 1923 in Gyorok, Kreis Arad, Rumänien; † 6. August 1994 in Siófok, Komitat Somogy) war ein ungarischer Politiker der Partei der Ungarischen Werktätigen MDP (Magyar Dolgozók Pártja) sowie schließlich der Ungarischen Sozialistischen Arbeiterpartei MSZMP (Magyar Szocialista Munkáspárt), der unter anderem zwischen 1974 und 1984 Vize-Ministerpräsident sowie zeitgleich Vorsitzender der Komitees für Landesverteidigung (Honvédelmi Bizottság) war.

## Leben

### Ausbildung, Vize-Verteidigungsminister und Abgeordneter
Borbándi, Sohn eines Maurers, absolvierte nach der Schulausbildung eine Berufsausbildung als Elektromonteur in einem Elektromotorenwerk in Timișoara und arbeitete danach zunächst als Geselle bei Alföldi Gépjavítóban sowie anschließend beim Motorradhersteller Csepel. 1945 trat er der Kommunistischen Partei KMP (Kommunisták Magyarországi Pártja) bei und wurde 1949 Parteisekretär in einer Werkzeugmaschinenfabrik. Nach einer darauf folgenden Tätigkeit von 1950 bis 1953 als Instrukteur des Zentralkomitees (ZK) der aus der KMP hervorgegangenen Partei der Ungarischen Werktätigen MDP (Magyar Dolgozók Pártja) war er von 1954 bis 1955 Parteisekretär bei Lenin-Kohászati Művek, einem Betrieb zur Stahlerzeugung in Diósgyőr.
Nachdem er zwischen 1955 und 1958 ein dreijähriges Studium an der Parteihochschule der KPdSU absolviert hatte, wurde Borbándi im Dezember 1958 Sekretär der nunmehr aus der MDP entstandenen Ungarischen Sozialistischen Arbeiterpartei MSZMP (Magyar Szocialista Munkáspárt) im II. Budapester Bezirk.
Am 1. September 1961 wurde er im Rang eines Brigadegenerals Vize-Minister für Verteidigung und Leiter der Politischen Hauptverwaltung. Während dieser Zeit absolvierte er ein Studium der Wirtschaftswissenschaften an der Karl-Marx-Universität für Wirtschaftswissenschaften MKKE (Marx Károly Közgazdaságtudományi Egyetem). Darüber hinaus wurde er auf dem VIII. Parteikongress der MSZMP am 24. November 1962 zum Kandidaten des ZK sowie am 24. Februar 1963 als Kandidat auf der Reserveliste der Patriotischen Volksfront HNF (Hazafias Népfront) zum Abgeordneten des Parlaments (Országgyűlés) gewählt.

### ZK-Abteilungsleiter und Vize-Ministerpräsident
Nachdem Borbándi am 1. Juni 1966 seine Tätigkeit im Verteidigungsministerium beendet hatte, wurde er nach dem IX. Parteikongress der MZSMP am 3. Dezember 1966 als Nachfolger von Mihály Korom Leiter der ZK-Abteilung für Verwaltung. Auf dem X. Parteikongress am 28. November 1970 erfolgte seine Wahl zum Mitglied des ZK, dem er bis zum XIII. Parteikongress am 28. März 1985 angehörte. Während dieser Zeit war er auch als Verteidigungsexperte des ZK tätig und verfasste unter anderem am 21. November 1972 mit dem Minister für Landesverteidigung Lajos Czinege einen Bericht über die Lage der Zivilverteidigung und ihre zukünftige Ausrichtung.
Am 21. März 1974 wurde Borbándi als Stellvertretender Vorsitzender des Ministerrates in das Kabinett von Ministerpräsident Jenő Fock berufen und bekleidete dieses Ministeramt auch in der Regierung von Focks Nachfolger György Lázár  bis zum 6. Dezember 1984. Während dieser Zeit fundierte er von 1974 bis 1984 auch als Vorsitzender des Komitees für Landesverteidigung (Honvédelmi Bizottság), dem er bereits seit dem 15. Dezember 1966 angehört hatte. Daneben war er auch Mitglied der Staatlichen Plankommission (Állami Tervbizottság).